# Jushin Liger
Keiichi Yamada (山田恵一, Yamada Keiichi) (né le 10 novembre 1964 à Hiroshima), plus connu en tant que Jushin Liger (獣神ライガー, Jūshin Raigā), et plus tard, Jushin « Thunder » Liger (獣神サンダーライガー, Jūshin Sandā Raigā), est un catcheur japonais. Il est principalement connu pour son travail à la New Japan Pro Wrestling où il a remporté à 11 reprises le championnat poids-lourds Junior IWGP.
Il est refusé à l'entrée du dojo New Japan Pro Wrestling en 1984 et part au Mexique où il apprend le catch. Il retourne au Japon et entre enfin au dojo de la New Japan Pro Wrestling où il continue son apprentissage. Il fait alors ses premiers combats sous son véritable nom et remporte la Young Lion Cup (en) en 1986. Il part ensuite en Angleterre et au Canada. En 1989, il prend le nom de Jushin Liger en portant un masque s'inspirant librement des monstres de Super sentai.

## Jeunesse
Keiichi Yamada fait de la lutte au lycée. Il est finaliste du championnat national qu'il perd face à Toshiaki Kawada.

## Carrière de catcheur

### New Japan Pro Wrestling (1984-2020)

#### Apprentissage et débuts (1984-1988)
Après avoir eu son diplôme de fin d'études secondaire, Yamada se présente au dojo de la New Japan Pro Wrestling (NJPW) pour devenir un catcheur mais il n'est pas accepté car il est trop petit. Yamada, déterminé à ne pas abandonner son rêve de devenir un catcheur, quitte son pays pour le Mexique et commence son entraînement là-bas. Un des recruteurs de la NJPW lui propose ensuite de rejoindre le dojo après l'avoir vu au Mexique et Yamada y débute le 3 mars 1984 face à Shunji Kosugi, en fin d'année le Wrestling Observer Newsletter lui décerne le titre Rookie de l'année 1984 ex æquo avec Tom Zenk. Après deux ans passé comme un catcheur de second plan, il est mis sur le devant de la scène en remportant la Young Lion Cup (en) 1986. 
Il part ensuite en tournée en Angleterre fin 1986 à la All-Star Promotions et début 1987 il va au Canada à la Stampede Wrestling de Stu Hart qui l'a entraîné durant son séjour au sein du Donjon, le surnom donné à salle d'entraînement que Stu a aménagé au sein de sa maison. À son retour au Japon, il utilise pour la première fois le Shooting Star Press, une prise aérienne qu'il a inventé après avoir lu le manga Ken le Survivant (Fist of the North Star).

#### Junior Heavyweight (2001-2020)

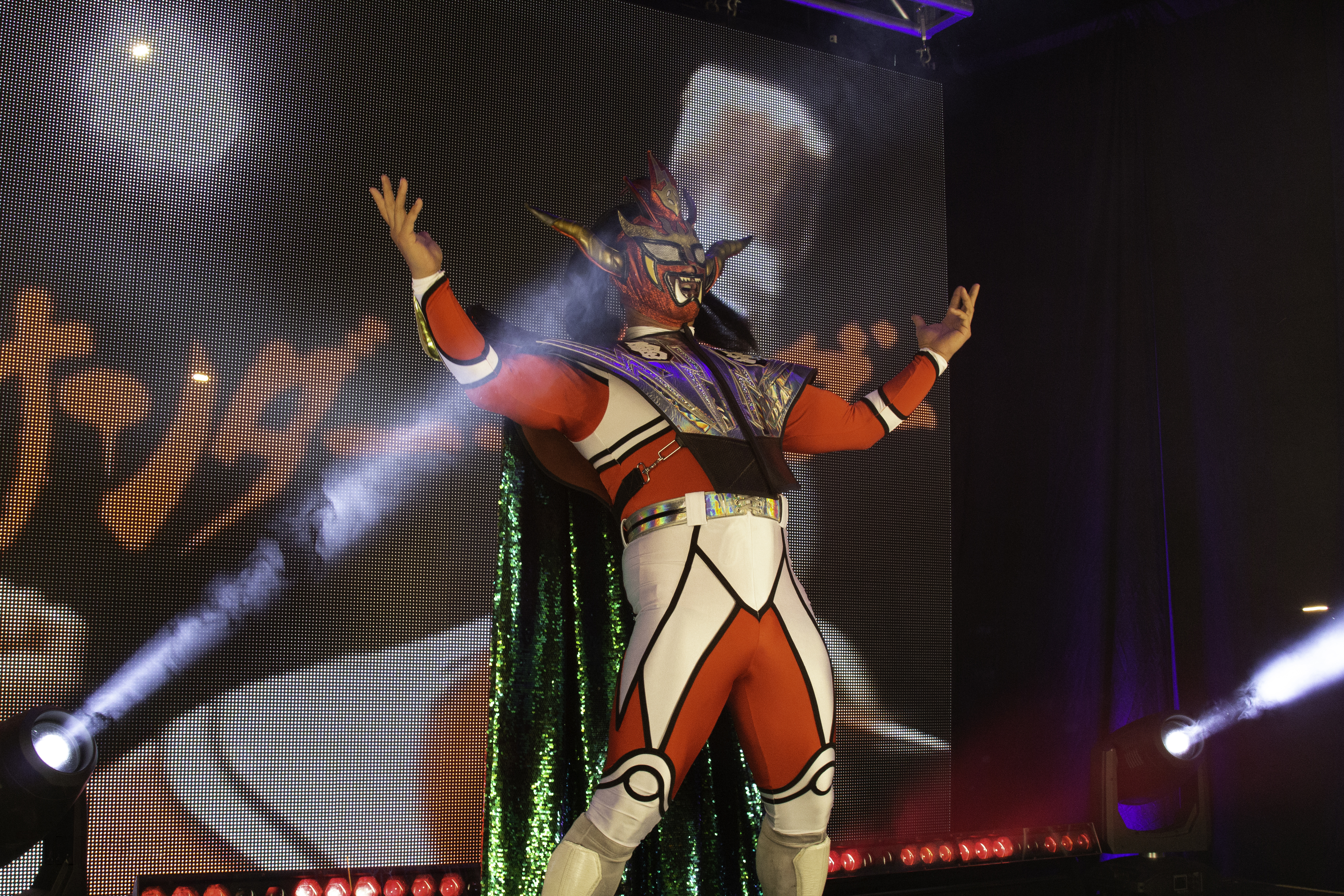
Liger en 2018

Lors de Power Struggle 2014, il bat Chase Owens et remporte pour la deuxième fois le NWA World Junior Heavyweight Championship[réf. nécessaire]. Lors de NJPW New Year Dash 2015, il conserve son titre contre El Desperado. 
Le 25 mars 2018, lors de NJPW Strong Style Evolved, il perd contre le IWGP Jr. Champion Will Ospreay, il devait au départ affronter Rey Mysterio mais ce dernier fut remplacé par Ospreay à la suite d'une blessure. Le 4 juin, il attaque Marty Scurll dans le but de venir en aide à Hiroshi Tanahashi. Le 9 juin lors de Dominion, il perd avec Rey Mysterio et Hiroshi Tanahashi contre Marty Scurll, Hangman Page et Cody. 
Le 15 septembre lors de Destruction in Hiroshima 2018, il gagne avec Tiger Mask IV et KUSHIDA contre Rocky Romero, SHO et YOH. Le 23 septembre lors de Destruction in Kobe, Liger et Tiger Mask IV battent El Desperado et Yoshinobu Kanemaru. 
Lors de King of Pro Wrestling, il perd avec Tiger Mask IV contre El Desperado et Yoshinobu Kanemaru et ne remporte pas les IWGP Junior Heavyweight Tag Team Championships. Le 16 octobre lors de NJPW Road to Power Struggle 2018 ~ Super Junior Tag League 2018 - Day 1, il perd avec Tiger Mask IV contre Taiji Ishimori et Robbie Eagles. 
Le 6 mars 2019 lors de show des 47 ans de la NJPW, Liger perd contre Taiji Ishimori et ne remporte pas le IWGP Junior Heavyweight Championship. Il annonça le lendemain quil avait l'intention de mettre fin à sa carrière en janvier 2020 a Tokyo Dome.

### Ring of Honor (2004-2010, 2014-2015, 2016-2017)
Lors de War of the Worlds 2014, il perd contre Adam Cole et ne remporte pas le ROH World Championship. Lors de Supercard of Honor IX, il perd contre Jay Lethal et ne remporte pas le ROH World Television Championship.
Il effectue son retour à la ROH le 2 décembre 2016 lors de Final Battle en perdant contre Silas Young.
Le 18 août 2017, il effectua son retour à la ROH à l'occasion de la tournée britannique de la fédération en partenariat avec la CMLL, la NJPW et RPW. Il échoua à remporter les ROH World Six-Man Tag Team Championships avec Delirious et Mistico contre Dalton Castle er The Boys.

### Total Nonstop Action Wrestling (2005-2006)
Lors de Bound for Glory (2005), il perd son premier match à la TNA contre Samoa Joe.

### Consejo Mundial de Lucha Libre (2007-2013)
Le 5 juillet 2013, lui et Hiroshi Tanahashi battent Tama Tonga et El Terrible et remportent les CMLL World Tag Team Championship. Le 14 septembre, ils perdent les titres contre Tama Tonga et Rey Bucanero.

### World Wrestling Entertainment (2015)
Jushin Liger fera une apparition exceptionnelle comme guest lors de NXT TakeOver: Brooklyn pour affronter Tyler Breeze, match accordé par sa fédération actuelle la New Japan Pro Wrestling. Il bat Tyler Breeze lors de NXT TakeOver: Brooklyn.

### Circuit indépendant (2007-...)
Le 8 septembre 2018 lors de la RevPro British J-Cup, il bat Kyle Fletcher. Le 9 septembre lors du 2ème jour de la RevPro British J-Cup, il perd contre El Phantasmo.

## Palmarès
- Dragon Gate
  - 1 fois Open the Dream Gate Championship

- Consejo Mundial de Lucha Libre
  - CMLL Universal Championship (2010)
  - 1 fois CMLL World Middleweight Championship
  - 1 fois CMLL World Tag Team Championship avec Hiroshi Tanahashi

- Michinoku Pro
  - 2 fois British Commonwealth Junior Heavyweight Championship

- Jersey All Pro Wrestling
  - 1 fois JAPW Light Heavyweight Championship[22]

- New Japan Pro Wrestling
  - 11 fois IWGP Junior Heavyweight Championship
  - 6 fois IWGP Junior Heavyweight Tag Team Championship avec The Great Sasuke (1), El Samurai (1), Minoru Tanaka, (1), Koji Kanemoto (1), Akira Nogami (1) et Tiger Mask IV (1)
  - 1 fois WWF Light Heavyweight Championship
  - 2 fois NWA World Junior Heavyweight Championship
  - 1 fois Vainqueur de la J-Crown
  - Vainqueur de la Young Lions Cup en 1986
  - Vainqueur du titre Top/Best of the Super Juniors en 1992, 1994 et 2001
  - Vainqueur de la Super J-Cup en 1995
  - Vainqueur de la G1 Junior Tag League en 2001 avec El Samurai
  - Vainqueur du Naeba Cup Tag Tournament en 2001 avec Yuji Nagata

- North Eastern Wrestling
  - Vainqueur de la Super J Cup en 2000

- Osaka Pro Wrestling
  - 1 fois Osaka Pro Tag Team Championship avec Takehiro Murahama

- Pro Wrestling NOAH
  - 1 fois GHC Junior Heavyweight Championship
  - 1 fois GHC Junior Heavyweight Tag Team Championship avec Tiger Mask IV

- World Championship Wrestling
  - 1 fois WCW Light Heavyweight Championship

- Wrestle Association R
  - 1 fois WAR International Junior Heavyweight Tag Team Championship avec El Samurai

- World Wrestling Entertainment
  - WWE Hall of Famer 2020

## Récompenses des magazines
- Pro Wrestling Illustrated

| Année | 1991 | 1992 | 1993 | 1994 | 1995 | 1996 | 1997 | 1998 | 1999 | 2000 |
| ----- | ---- | ---- | ---- | ---- | ---- | ---- | ---- | ---- | ---- | ---- |
| Rang  | 27   | 18   | 21   | 21   | 143  | 38   | 9    | 9    | 15   | 8    |
| Année | 2001 | 2002 | 2003 | 2004 | 2005 | 2006 | 2007 | 2008 | 2009 | 2010 |
| Rang  | 25   | 41   | 66   | 53   | 39   | 40   | 34   | 119  | 315  | 317  |
| Année | 2011 | 2012 | 2013 | 2014 | 2015 | 2016 | 2017 |      |      |      |
| Rang  | 80   | 150  | 226  | 244  | 230  | 261  | 263  |      |      |      |

- Wrestling Observer Newsletter Awards
  - Débutant de l'année en 1984 ; partagé avec Tom Zenk[3]
  - Meilleur voltigeur de 1989 à 1993
  - Meilleur catcheur technique de 1989 à 1992
  - Match de l'année en 1990 vs. Naoki Sano (en)
  - Catcheur le plus impressionnant de 1990 à 1992
  - Membre du Wrestling Observer Hall of Fame (1999)